# Ramón Santana (ort)
Ramón Santana är en ort i Dominikanska republiken.   Den ligger i provinsen San Pedro de Macorís, i den östra delen av landet, 90 km öster om huvudstaden Santo Domingo. Ramón Santana ligger 15 meter över havet och antalet invånare är 2 175.
Terrängen runt Ramón Santana är huvudsakligen platt. Ramón Santana ligger nere i en dal. Runt Ramón Santana är det tätbefolkat, med 266 invånare per kvadratkilometer. Närmaste större samhälle är San Pedro de Macorís, 15,3 km sydväst om Ramón Santana. Omgivningarna runt Ramón Santana är en mosaik av jordbruksmark och naturlig växtlighet.